# 图娃·汉森
图娃·汉森（挪威語：Tuva Hansen；1997年8月4日—），挪威女子足球运动员，司职后卫，目前效力于拜仁慕尼黑女子足球俱樂部和挪威国家女子足球队。她曾代表挪威参加2022年欧洲女子足球锦标赛和2023年国际足联女子世界杯等多场国际赛事。